# Artie Abrams
Artie Abrams es un personaje de ficción de la serie de comedia estadounidense Glee. Es un miembro activo de New Directions, el coro de la escuela secundaria William McKinley. Además, es miembro de varios grupos y equipos, entre los cuales se destacan el Club de Video.
El personaje es interpretado por el actor Kevin McHale, y ha aparecido en Glee desde su episodio piloto, emitido el 19 de mayo de 2010 en Estados Unidos. Artie fue desarrollado por los creadores de Glee Ryan Murphy, Brad Falchuk e Ian Brennan. Él es un guitarrista en silla de ruedas debido a una lesión en la médula espinal que recibió en un accidente automovilístico a la edad de ocho años.

## Trama
Artie se presenta en "Pilot" como miembro del club Glee del William McKinley High School que además toca la guitarra. Utiliza una silla de ruedas y es constantemente acosado por miembros del equipo de fútbol de la escuela. También está en el conjunto de jazz de la escuela, y más tarde se revela que está en la A.V. Club y en el equipo de decatlón académico. Durante los preparativos para la ronda de la competencia de coros de espectáculos, el director Figgins (Iqbal Theba) decreta que no hay dinero en el presupuesto de la escuela para contratar un autobús accesible para discapacitados para transportar el club Glee. Los otros estudiantes realizan una venta de pasteles para recaudar fondos, pero a pesar de que ganan suficiente dinero para contratar un autobús, Artie solicita que lo donen a la escuela para pagar más rampas para sillas de ruedas para beneficiar a futuros estudiantes. Tiene una cita con la miembro del club Tina Cohen-Chang (Jenna Ushkowitz), quien tartamudea, y explica que se quedó paralizado después de un accidente automovilístico cuando tenía ocho años. Los dos comparten un beso, pero Artie se siente herido cuando Tina confiesa que ha estado fingiendo su impedimento del habla desde el sexto grado. Más tarde, perdona a Tina, pero hace comentarios sexistas sobre su sentido de la moda, exigiéndole que empiece a usar ropa más escasa si quiere estar con él. Tina lo confronta públicamente por este comportamiento, y Artie se disculpa; se besan y se hacen pareja.
Cuando Tina se entera de que el sueño de Artie es convertirse en bailarín, ella le pide que actúe con ella a pesar de su parálisis, pero su intento fracasa estrepitosamente, y Artie le pide a Tina que se vaya. Más tarde, ella le presenta una investigación sobre el progreso de los tratamientos para las lesiones de la médula espinal, lo que aumenta las esperanzas de Artie de que pronto pueda volver a caminar, pero la consejera Emma Pillsbury (Jayma Mays) le recuerda que la prueba de estos tratamientos llevará muchos años. Artie acepta que nunca puede ser bailarín y le dice a Tina que elija a otra pareja de baile. Artie está consternado cuando New Directions pierde en los Regionales, pero agradecido por haber sido miembro del club Glee, admitiendo que Tina fue su primer beso.
Al comienzo de la segunda temporada, Artie le pide a Finn Hudson (Cory Monteith) que lo ayude a unirse al equipo de fútbol. Espera recuperar a Tina, quien ha roto con él para salir con Mike Chang (Harry Shum, Jr.). La nueva entrenadora de fútbol, Shannon Beiste (Dot-Marie Jones), cree que Finn está en connivencia con ella al obligarla a rechazar a un estudiante que depende de una silla de ruedas, y abandona a Finn del equipo. Después de reconsiderarla, los acepta a ambos. Brittany Pierce (Heather Morris) se une a Artie para la asignación de dúos y la competencia, y comienzan a salir. Artie pierde su virginidad con Brittany, pero antes de competir, Santana López (Naya Rivera) le dice que Brittany solo lo quería por su voz para poder ganar la competencia. Está profundamente molesto porque su primera experiencia sexual fue la consecuencia de tales motivaciones, por lo que rompe con Brittany y disuelve su asociación. Más tarde, Artie se da cuenta de que la quiere de vuelta, y con el aliento de Puck, comienzan una relación real. Más tarde, Artie se enfrenta a Brittany: se molesta porque Brittany no puede reconocer que lo está engañando con Santana, y la llama estúpida. Artie lamenta profundamente sus palabras e intenta salvar su relación, pero ella se niega.
Al comienzo de la tercera temporada, se le pide a Artie, ahora un estudiante de tercer año, que dirija el musical escolar, West Side Story. Aunque asaltado por la duda en el último minuto, el elenco le agradece y él les agradece por confiar en él. Al final del año escolar, Artie y los demás llevan a New Directions a la victoria en la competencia Nacional. En el primer episodio de la cuarta temporada, Artie elige al nuevo cantante principal de New Directions, Blaine. Brittany se postula para presidente de la clase senior y elige a Artie como su vicepresidente, aunque pierden ante Blaine y Sam. Finn regresa a McKinley y Artie lo visita en el trabajo y le pide que lo ayude a dirigir Grease, a lo que Finn acepta. En el episodio "Glee, en realidad" (Glee, Actually, en inglés), después de que Artie se lesiona en una rampa helada, está enojado y humillado y desea nunca haber tenido que estar en una silla de ruedas. Un sueño posterior en el que se imagina caminando, pero donde New Directions no logra salir del sus fracasos sin su presencia, se da cuenta de su importancia para el club. Comenzó a salir con la estudiante de primer año y miembro del club Glee, Kitty Wilde (Becca Tobin) al comienzo de la quinta temporada, pero rompió con ella después de graduarse a mitad de temporada, justo después de que el Club Glee se disolvió. Tras ello, va a una escuela de cine en Nueva York.
En la temporada final, Artie, aún en la escuela de cine, regresa a McKinley para ayudar a Rachel Berry (Lea Michele) a reclutar nuevos miembros para el club Glee, recientemente reiniciado. De vez en cuando, regresa para ayudar al club Glee durante la temporada y también asiste a la boda de Santana y Brittany. En "2009", el episodio paralelo a "Pilot", se revela que él audiciona para el club Glee con la canción "Pony", junto con Tina porque sus amigos góticos los retaron a hacerlo. Artie es un exitoso director de cine desde el final de la serie, "Dreams Come True". Su película, protagonizada por Tina (quien también se revela que es su novia), entró al Festival de Cine de Slamdance en 2020. Regresa a McKinley para asistir a una nueva dedicación al auditorio de McKinley al fallecido Finn Hudson y interpreta I Lived con todos los miembros anteriores de New Directions por última vez y luego hace una reverencia con el resto de elenco.

## Desarrollo
McHale hizo una audición para Glee con antecedentes de banda de chicos, habiendo sido previamente parte del grupo Not Like Them. Le resultó difícil adaptarse al uso de una silla de ruedas, teniendo que superar el impulso instintivo de bailar o tocar su pie durante las actuaciones musicales., Le resulta difícil ver a sus colegas bailar mientras usa una silla de ruedas, pero aun así aprende las mismas rutinas de baile que los otros miembros del reparto y puede pararse en caso de ausencias. McHale participó en el 2010 de Glee Live! In Concert! , actuando en el personaje de Artie y permaneciendo en una silla de ruedas durante las presentaciones en vivo. También actuó en silla de ruedas cuando el elenco de Glee fue invitado a actuar en la Casa Blanca para la familia Obama en abril de 2010. McHale pudo utilizar su experiencia como bailarín en el episodio "Dream On", en el que Artie baila en un centro comercial durante una secuencia de fantasía. Disfrutó la actuación, pero se tomó el tiempo de retomar la coreografía y pasó tanto tiempo trabajando en una silla de ruedas.

## Números musicales
Mchale aparece en muchas actuaciones musicales, que se han lanzado como sencillos disponibles para descargar. En el episodio "Wheels" tiene su primera actuación en solitario con "Dancing With Myself". Murphy comentó que la actuación es la oportunidad de Artie de "romper con la incomprensión de todos" y expresarse, explicando que aunque Artie suele ser "un chico muy seguro" que no se preocupa por las opiniones de los demás sobre él. 
McHale ha declarado que actuar como Artie lo hizo más consciente de los desafíos que enfrentan las personas con discapacidad: "Es un lado completamente diferente de la vida. Más que nunca, me doy cuenta de lo agradecida que estoy de poder levantarme entre cada toma y caminar. Me alegro de poder representan ese tipo de vida en la televisión para que millones de personas lo vean todas las semanas. Y el objetivo es mostrar que Artie todavía puede hacer todo lo que todos los demás pueden importar".
En el episodio "Britney/Brittany", interpreta "Strong" de Britney Spears, Tim Stack de Entertainment Weekly lo consideró su actuación favorita del episodio, así como la mejor incorporación de la música de Britney Spears, ya que la canción sirvió a la historia de Artie. Elogió el uso cada vez mayor de McHale como vocalista en la segunda temporada, disfrutando de su voz conmovedora. Raymund Flandez de The Wall Street Journal también lo disfrutó, apreciando el giro de tener a los hombres cantando una canción de empoderamiento feminista. En "Never Been Kissed", interpreta "One Love/People Get Ready" haciendo dúo con Puck (Mark Salling), que recibió críticas generalmente positivas. Jen Harper de BuddyTV disfrutó de las armonías y el arreglo simple de "One Love/People Get Ready", y Anthony Benigno del Daily News le dio una "A". Tim Stack de Entertainment Weekly lo calificó con una "B-" , califico a ala actuación como "agradable" pero incongruente en el contexto.
En "Rumour"  Artie interpreta "Never Going Back", que fue muy bien recibido. Futterman dijo que era "mejor después de su interpretación en Strong", y John Kubicek de BuddyTV declaró "es bastante bueno para tocar canciones emocionales", mientras que Semigran dijo que estaba "impresionada". Sandra Gonzalez y Anthony Benigno, de Entertainment Weekly, de The Faster Times le dieron una "A", mientras que Brett Berk, de Vanity Fair, le dio las cinco estrellas. En el episodio "Prom Queen", Artie interpreta "Isn't She Lovely", que fue recibida con entusiasmo, era el "número favorito" de Meghan Brown de The Atlantic, y agregó que la "voz de Artie sonaba genial".  También era el favorito de Berk;  y le dio cuatro estrellas de cinco. Tanto González como Benigno le dieron una "A", y este último explicó: "el arreglo le da a la canción una sensación maravillosa y espontánea". Kubicek disintió y explicó que Artie "es un poco aburrido".
En "Yes/No", Artie realiza una combinación de "Moves Like Jagger" y "Jumpin 'Jack Flash". Flandez lo llamó uno de los "momentos destacados" del episodio, y Rae Votta de Billboard elogió los movimientos a lo Jagger de Artie mientras "estaba sentado en su silla". Kevin P. Sullivan de MTV describió a Artie como "consistentemente increíble", y Michael Slezak de TVLine dijo que era "uno de los momentos musicales más atractivos de Artie esta temporada" y le dio una "B". Joseph Brannigan Lynch, de Entertainment Weekly, caracterizó la canción como "divertida" y le dio una "B +", pero señaló que "no era una buena canción para propuestas de matrimonio", un punto también hecho por Futterman, quien dijo que al número "le habría ido mucho mejor como una actuación solista".
La actuación de "Scream" en "Michael" inspiró a varios críticos, incluidos Kate Stanhope de TV Guide y Crystal Bell de HuffPost TV, a escribir sobre su arrepentimiento de que McHale no pudiera bailar más a menudo en el programa. Amy Reiter de Los Angeles Times dijo que era "un recurso de Glee muy subutilizado" y llamó al número "el mejor momento" del episodio, y Bell declaró: "Tengo una palabra para este número: Epico". Raymund Flandez, de Wall Street Journal, lo calificó como un "trabajo fenomenal", y Stanhope citó las "actuaciones asesinas" de McHale en este número y otros como evidencia de que con Artie solo un junior "hay vida" en New Directions después de la actual corriente de McKinley graduados de la tercera edad. Joseph Brannigan Lynch de Entertainment Weekly calificó el número de "impresionante" y le dio un "A +", y Lesley Goldberg de Hollywood Reporter lo describió como "un ejemplo perfecto de cómo se ve el programa cuando se dispara a toda máquina"; ambos críticos elogiaron el baile de ambos artistas. Jen Chaney de Washington Post escribió que la actuación "carecía de la energía Michael/ Janet Jackson, aunque al menos Kevin McHale y Harry Shum Jr. pudieron mostrar sus habilidades de baile", y le dio una "C".